# Michael Rosen
Michael Rosen (ur. 24 stycznia 1945 w Glasgow, zm. 8 grudnia 2008 w Jerozolimie) – izraelski rabin, założyciel jesziwy Yakar w Jerozlimie.

## Życiorys
Studiował na Yeshiva Beer Yaakov w Izraelu, gdzie w 1973 roku uzyskał smichę rabinacką. Od 1979 roku prowadził założone przez siebie w Londynie żydowskie centrum edukacyjne Yakar – Center for Tradition and Creativity (z ang. Ośrodek na rzecz Tradycji i Twórczości), którego nazwa jest akronimem imienia jego ojca, Yaakova Kopul Rosena, a zarazem w języku hebrajskim oznacza coś drogocennego. Od 1992 roku Yakar działa również w Jerozolimie, a od pewnego czasu także w Tel Awiwie. W 1994 roku uzyskał tytuł doktora w London University College za rozprawę A Commentary on Job Attributed to Rashbam. W 2008 roku wydał książkę o chasydyzmie The Quest for Authenticity. The Thought of Reb Simhah Bunim.
Michael Rosen od kilku lat podupadał na zdrowiu, ostatnie kilka tygodni życia spędził w stanie śpiączki. Został pochowany 9 grudnia na cmentarzu Har HaMenuchuot w Jerozolimie. Pozostawił żonę i sześcioro dzieci.